# Волохата жаба
Волохата жаба (Trichobatrachus robustus) — єдиний вид земноводних роду Trichobatrachus з родини Жаби-верескуни.

## Опис
Загальна довжина досягає 9—13 см, вага — до 80 г. Спостерігається статевий диморфізм: самці більші за самиць. Голова широка з короткою, округленою мордою. Ніздрі лежать ближче до очей, ніж до вершини морди. Очі мають вертикальні зіниці. Барабанна перетинка діаметром приблизно у половину розміру очей. Тулуб витягнутий. Самці також мають пару внутрішніх бульбашок, 3 рядки чорних маленьких зубців на передніх частинах стопи, які, служать для фіксації із самицею при спарюванні. У самців з боків і на задніх лапах у період розмноження з'являються відростки шкіри. Вони розташовані щільно один до одного і мають довжину від 10 до 15 мм. За ці вирости жаба й отримала свою назву. Можливо, вирости є сигналом іншим самцям утримуватися від помилкових спроб спарювання. Відростки містять безліч артерій і, ймовірно, збільшують площу поверхні з метою збільшення кількості кисню, який поглинається, оскільки самець залишається з яйцями протягом тривалого періоду часу після того, як їх відклала самка. Крім того, цікавим є утворення кігтів. Жаба активно формує їх, ламаючи кістки на пальцях ніг і проколюючи ними шкіру. Під час такої процедури з'являються дуже гострі кігті, що служать, перш за все, для захисту від потенційних хижаків.
Забарвлення коливається від оливково-зеленого до коричневого кольору. Між очима і на спині знаходяться чорні смужки.

## Спосіб життя
Полюбляє лісові низовини, неподалік від швидкоплинних річок, чайні плантації. Веде наземний спосіб життя. Пуголовки живуть у річках, а також у вимоїнах. Поживою для неї є равлики, багатоніжки, павуки, жуки і сарана.
Лише на період розмноження і відкладання яєць шукає воду. Парування починається у сезон дощів. Самиця відкладає свою ікру на камені в річках. Самці захищають ікру протягом усього часу, поки не з'являються личинки. З неї з'являються м'язисті пуголовки, у яких в порожнині рота є кілька рядків рогових зубів, за допомогою яких вони живляться як хижаки.
Тривалість життя до 5 років. Місцеві жителі вживають волохату жабу в їжу.

## Розповсюдження
Поширена від південного заходу Нігерії через захід і південний захід Камеруну та Екваторіальної Гвінеї до Демократичної Республіки Конго та Габону.